# Warren Weaver
 (mars 2013).
Si vous disposez d'ouvrages ou d'articles de référence ou si vous connaissez des sites web de qualité traitant du thème abordé ici, merci de compléter l'article en donnant les références utiles à sa vérifiabilité et en les liant à la section « Notes et références ».
Pour les articles homonymes, voir Weaver.
Warren Weaver, né le 17 juillet 1894 à Reedsburg (Wisconsin) et mort le 24 novembre 1978 à New Milford (Connecticut), est un scientifique américain, mathématicien et administrateur de la recherche.

## Biographie
Il est principalement connu comme un des pionniers de la traduction automatique et comme une importante figure de la promotion des sciences aux USA à travers la Fondation Rockefeller. Il a développé en 1944 la théorie de l'information en collaboration avec Claude Shannon. Il est aussi l'inventeur en 1938 du terme de biologie moléculaire.
Directeur du bureau pour l'artillerie pendant la Seconde Guerre mondiale, il attire l'attention de Norbert Wiener sur les problèmes de l'identification des cibles.